# Marmorana
Marmorana W. Hartmann, 1844 è un genere di molluschi gasteropodi terrestri della famiglia Helicidae.

## Tassonomia
Comprende le seguenti specie:
- Marmorana fuscolabiata (Rossmässler, 1842)
- Marmorana globularis (Philippi, 1836)
- Marmorana majoris (De Stefani, 1880) †
- Marmorana melitensis (A. Férussac, 1821)
- Marmorana muralis (O. F. Müller, 1774)
- Marmorana nebrodensis (Pirajno, 1842)
- Marmorana platychela (Menke, 1830)
- Marmorana sabina (Tuccimei, 1889) †
- Marmorana saxetana (Paulucci, 1886)
- Marmorana scabriuscula (Deshayes, 1832)
- Marmorana serpentina (A. Férussac, 1821)
- Marmorana signata (A. Férussac, 1821)

## Distribuzione e habitat
Il genere ha una distribuzione circumtirrenica (Italia peninsulare, Sicilia, Sardegna e Corsica).

Delle 12 specie note, ben 6 (M. globularis, M. nebrodensis, M. platychela,  M. scabriuscula,  M. saxetana  e M. signata) sono endemiche della Sicilia, una (M. melitensis) è un endemismo di Malta. M. fuscolabiata è presente oltreché in Sicilia anche in Italia meridionale. M. muralis, anch'essa di origini siciliane, è stata introdotta in epoca romana in Sardegna, nell'Italia centrale, in Tunisia, a Minorca, nella Francia meridionale, in Portogallo e in Istria. Infine M. serpentina, originaria di Corsica e Sardegna, è stata introdotta in Toscana e nel sud della Francia.

## Riproduzione
Al pari degli altri Elicidi, le specie del genere Marmorana, nella fase del corteggiamento, trafiggono il partner con dardi calcarei.
La morfologia del dardo varia da specie a specie.

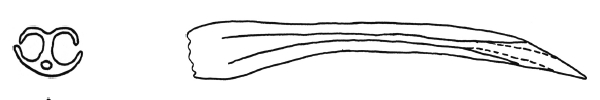
Dardo di Marmorana serpentina
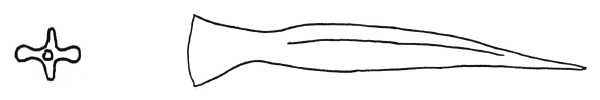
Dardo di Marmorana scabriuscula